# Иохмус, Август
А́вгуст Джа́комо Ио́хмус, барон Котиньола (нем. August Giacomo Jochmus; 27 февраля 1808, Гамбург — 14 сентября 1881, Бамберг) — германский военный и политический деятель.
Сначала занимался торговлей, затем изучал в Париже военные науки, принимал участие в войне за освобождение Греции, служил в англо-испанском иностранном легионе, сражавшемся за права испанской королевы Изабеллы.
В 1840—1841 годах был начальником турецкого корпуса, действовавшего против Египта, затем служил при военном министерстве в Константинополе.
Революция 1848 года побудила Иохмуса вернуться в Германию, где имперский викарий эрцгерцог Австрийский Иоганн назначил его министром иностранных дел и флота. Позже он был на австрийской военной службе.
В 1853—1855 и 1870—1871 годах он совершил кругосветные путешествия.
Иохмус оставил ряд сочинений, преимущественно политико-географического содержания, а также книгу «Сирийская война и упадок Османской империи после 1840 года» (нем. «Der syrische Krieg und der Verfall des Osmanenreichs seit 1840»; Франкфурт, 1856); его «Gesammelte Schriften» (где среди прочего — переписка с эрцгерцогом Иоганном).